# Cypselus
Cypselus (în greacă Κύψελος, transliterat: Kypselos) a fost primul tiran al Corintului din secolul VII î.Hr, unul dintre cei mai timpurii din întreaga Grecie Antică.
A înființat colonii în NV Greciei administrându-le prin fii săi bastarzi, printre care și succesorul său, Periandru.